# ریاهووو
ریاهووو (به بلغاری: Ryahovo) یک منطقهٔ مسکونی در بلغارستان است که در استان روسه واقع شده‌است.